# Antispasmodique
Un antispasmodique (ou spasmolytique) est un produit permettant de lutter contre certains types de spasmes musculaires de la musculature lisse ou involontaire. Ces spasmes sont principalement localisés au niveau digestif ou urinaire.
Il en existe deux types : les antispasmodiques musculotropes et les antispasmodiques neurotropes.
Les antispasmodiques sont différents des antispastiques[à définir].

## Antispasmodiques musculotropes
Ils agissent au niveau des fibres musculaires lisses du tube digestif, des voies urinaires et du muscle utérin. Ils sont indiqués notamment dans les coliques hépatiques et néphrétiques, les manifestations spasmodiques et douloureuses, les voies biliaires, urinaires et utérines. Les effets indésirables pouvant se manifester sont les allergies principalement. On a des précautions d'emploi pour la grossesse, l'allaitement, sauf pour le Spasfon.
Exemples d'antispasmodiques musculotropes : phloroglucinol (composé actif du Spasfon), trimébutine (composé actif du Débridat), mébévérine. Leur efficacité peut être douteuse, comme pour le Spasfon

## Antispasmodiques neurotropes (anti cholinergiques)
Ils agissent au niveau des fibres musculaires lisses du tube digestif et des voies urinaires. Ils sont indiqués dans les coliques hépatiques et néphrétiques (sous forme injectable). Les effets indésirables de ces médicaments sont quelques troubles digestifs (de type épigastralgie), utilisation particulière du patch de scopolamine: râles agoniques.
Quelques antispasmodiques neurotropes : méthylsulfate de tiémonium (Viscéralgine), butylscopolamine (Scoburen).